# Marcús
Marcús és una masia situada al municipi d'Olius (Solsonès), inclosa en l'Inventari del Patrimoni Arquitectònic de Catalunya.

## Arquitectura
És una masia de planta rectangular, amb teulada a doble vessant i orientada nord-sud. Consta de planta baixa i dos pisos. L'interior està pràcticament tot reformat, excepte la planta baixa, que és amb sòl de pedra i coberta amb volta de canó. La façana principal està a la cara sud. En cada un dels pisos hi ha una galeria amb arc de mig punt i petites finestres als costats amb llinda de pedra. A la cara nord s'hi ha fet posteriorment una porta d'entrada que comunica directament al primer pis, amb una escala exterior. El parament és de pedres irregulars amb morter, excepte a les cantonades que són de pedra picada i tallades.
És veïna de les masies de Sant Joan i el Pla d'Olius.

## Història
En un document que es troba en el cartolari de l'arxiu diocesà d'Urgell, està documentada l'existència d'aquesta masia l'any 1001. Consta que era possessió del bisbe d'Urgell i que hi havia la torre de Marcús. Ramon de Marcús, que fou fill de Guillem de Marcús, va vendre a Guillem de Comaiuncosa a canvi de XII sous barcelonesos.
L'any 1548 en Pere Torra entrà a viure a Marcús prenent el nom de la casa anomenant-se Pere Marcús. La masia ha sofert moltes transformacions durant els segles XVI al XVIII, i més recentment, quedant poques restes del seu origen antic.